# كريستيان ألفونسو لوبيز
كريستيان ألفونسو لوبيز (بالإسبانية: Christian Alfonso López) (مواليد 2 مايو 1989) هو لاعب كرة قدم محترف إسباني، يلعب لنادي إسبانيول في مركز خط الوسط المهاجم.

## وصلات خارجية
- كريستيان ألفونسو لوبيز على موقع قاعدة بيانات كرة القدم.إي يو (الإنجليزية)
- كريستيان ألفونسو لوبيز على موقع Soccerway.com (الإنجليزية)
- كريستيان ألفونسو لوبيز على موقع AS.com (الإسبانية)

- Espanyol official profile
- BDFutbol profile
- Futbolme profile (بالإسبانية)
- Transfermarkt profile